# Meretrix lyrata
La vongola del Pacifico (Meretrix lyrata), conosciuta comunemente come vongola bianca del Pacifico o vongola vietnamita, è un bivalve diffuso lungo le coste di Vietnam, Taiwan e Cina meridionale.

## Descrizione
Conchiglia robusta e spessa, equivalve, inequilaterale, alquanto rigonfia, ovaliforme; la parte posteriore della valva è appiattita ed assai inclinata. Presenza sulla faccia esterna delle valve di numerose e marcate strie concentriche di accrescimento. Umbone leggermente rivolto anteriormente. Seno palleale ampio e piuttosto basso. Margine interno liscio. Periostraco sottile e lucido. Colorazione: Esterna: da brunastra a marrone-chiara, a bianco crema, talvolta con una larga fascia scura bruno-nerastra sul margine posteriore-dorsale; Interna: bianco porcellana.

## Distribuzione
Pacifico occidentale: specie presente dall'Indonesia occidentale fino alle Filippine, all'Indonesia meridionale ed al Mar della Cina orientale.

## Valore commerciale
Specie di buon interesse sui mercati dell'area indocinese e dell'Indonesia; esportato regolarmente in Europa, ove la sua presenza è piuttosto frequente, commercializzata viva e congelata, sia intera che sgusciata. Lunghezza massima: 6 cm.